# Paramjeet Samota
Paramjeet Samota (ur. 5 lipca 1988) − indyjski bokser, mistrz igrzysk Wspólnoty Narodów (2010).

## Kariera amatorska
W 2009 zdobył brązowy medal na mistrzostwach Azji, gdzie rywalizował w kategorii superciężkiej. W ćwierćfinale tych mistrzostw pokonał reprezentanta Mongolii Iderbata Davaalchagvę, wygrywając na punkty (12:4). Półfinałowy pojedynek przegrał z Sardor Abdullayev, ulegając mu wysoko na punkty (1:15). W 2010 zdobył złoty medal igrzysk Wspólnoty Narodów oraz mistrzostw Wspólnoty Narodów, które rozgrywane były w indyjskim mieście Nowe Delhi. Na marcowych mistrzostwach w finale pokonał reprezentanta Nowej Zelandii Josepha Parkera, wygrywając na punkty (7:3). Na igrzyskach rywalizację rozpoczął od pokonania przed czasem reprezentanta Jamajki Andrego Reida. W ćwierćfinale pokonał na punkty (7:4) naturalizowanego Australijczyka Alexeya Mukhina. W walce o finał zmierzył się z reprezentantem Tonga Juniorem Fa. Samota wygrał na punkty (6:2), a w finałowej walce pokonał Tariqa Abdula-Haqqę, zostając mistrzem w kategorii superciężkiej. W listopadzie tego samego roku zdobył brązowy medal na igrzyskach azjatyckich w Guangzhou. W półfinale kategorii superciężkiej pokonał go przed czasem w trzeciej rundzie reprezentant gospodarzy Zhang Zhilei.

### Mniej znaczące osiągnięcia
2009: Złoty medal mistrzostw Indii (kategoria superciężka).
2010: Złoty medal mistrzostw Indii (kategoria superciężka).

2011: Złoty medal mistrzostw Indii (kategoria superciężka).